# Ceica
Ceica est une commune roumaine du județ de Bihor, en Transylvanie, dans la région historique de la Crișana et dans la région de développement Nord-Ouest.

## Géographie
La commune de Ceica est située dans le centre sud du județ, dans les contreforts des Monts Pădurea Craiului, à 36 km au sud-est d'Oradea, le chef-lieu du județ.
La municipalité est composée des sept villages suivants, nom hongrois, (population en 2002) :
- Bucium, Tőkefalva (269) ;
- Ceica, Magyarcséké (977), siège de la commune ;
- Ceișoara, Cseszvára(696) ;
- Corbești, Hollószeg (602) ;
- Cotiglet, Kótiglet (495) ;
- Dușești, Dusafalva (596) ;
- Incești, Jancsófalva (471).

## Histoire
La première mention écrite du village de Ceica date de 1399 sous le nom hongrois de Cseke.
La commune, qui appartenait au royaume de Hongrie, en a donc suivi l'histoire.
Après le compromis de 1867 entre Autrichiens et Hongrois de l'empire d'Autriche, la principauté de Transylvanie disparaît et, en 1876, le royaume de Hongrie est partagé en comitats. Ceica intègre le comitat de Bihar (Bihar vármegye).
À la fin de la Première Guerre mondiale, l'Empire austro-hongrois disparaît et la commune rejoint la Grande Roumanie au traité de Trianon. Jusqu'en 1940, elle est chef-lieu d'arrondissement (plașa) du județ de Bihor.
En 1940, à la suite du deuxième arbitrage de Vienne, Ceica fait partie des communes du județ restées sous la souveraineté roumaine. Cependant c'est pendant cette période que disparaît sa communauté juive.

## Politique
| Période                                  | Période  | Identité    | Étiquette | Qualité |
| ---------------------------------------- | -------- | ----------- | --------- | ------- |
| Les données manquantes sont à compléter. |          |             |           |         |
| 2000                                     | 2016     | Florin Corb | PDL       |         |
| 2016                                     | En cours | Ana Şovre   | PSD       |         |

| Parti | Parti                                      | Sièges |
| ----- | ------------------------------------------ | ------ |
|       | Parti social-démocrate (PSD)               | 7      |
|       | Parti national libéral (PNL)               | 4      |
|       | Alliance des libéraux et démocrates (ALDE) | 2      |

## Religions
En 2002, la composition religieuse de la commune était la suivante :
- Chrétiens orthodoxes, 69,16 % ;
- Pentecôtistes, 22,84 % ;
- Baptistes, 7,11 % ;
- Réformés, 0,36 % ;
- Grecs-Catholiques, 0,26 %.

## Démographie
En 1910, à l'époque austro-hongroise, la commune comptait 4 563 Roumains (81,61 %), 927 Hongrois (16,58 %), 13 Ukrainiens (0,23 %) et 14 Slovaques (0,25 %).
En 1930, on dénombrait 5 330 Roumains (88,54 %), 513 Hongrois (8,53 %), 125 Juifs (2,08 %) et 31 Roms (0,51 %).
En 1956, après la Seconde Guerre mondiale, 5 732 Roumains (97,63 %) côtoyaient 135 Hongrois (2,30 %) et 4 rescapés juifs (0,07 %).
En 2002, la commune comptait 4 071 Roumains (99,74 %), 18 Hongrois (0,43 %) et 17 Roms (0,41 %). On comptait à cette date 1 650 ménages.
| 1880  | 1890  | 1900  | 1910  | 1920  | 1930  | 1941  | 1956  | 1966  |
| ----- | ----- | ----- | ----- | ----- | ----- | ----- | ----- | ----- |
| 3 681 | 4 150 | 4 454 | 5 591 | 5 779 | 6 020 | 6 441 | 5 871 | 5 559 |

| 1977  | 1992  | 2002  | 2007  | - | - | - | - | - |
| ----- | ----- | ----- | ----- | - | - | - | - | - |
| 5 589 | 4 348 | 4 106 | 3 904 | - | - | - | - | - |

## Économie
L'économie de la commune repose sur l'agriculture et l'élevage.

## Communications

### Routes
Ceica est située sur la route nationale DN76 (Route européenne 79) Oradea-Deva.

### Voies ferrées
Ceica était desservie par la ligne Oradea-Holod des Chemins de fer roumains aujourd'hui abandonnée.

## Lieux et monuments
L'église en bois du village de Corbești a été démontée en 1992, transportée et remontée au Monastère de la Ste Croix d'Oradea.
- Ceica, église orthodoxe datant de 1926[6] ;
- Ceișora, église orthodoxe en bois des Sts Archanges, datant de 1734, rénovée en 1834, classée monument historique[6] ;
- Cotiglet, église orthodoxe en bois des Sts Archanges, datant du XVIIIe siècle[6] ;
- Dușești, église orthodoxe en bois de la Pentecôte (Pogorârea Sf. Duh) datant du XVIIIe siècle, classée monument historique[6].

## Galerie

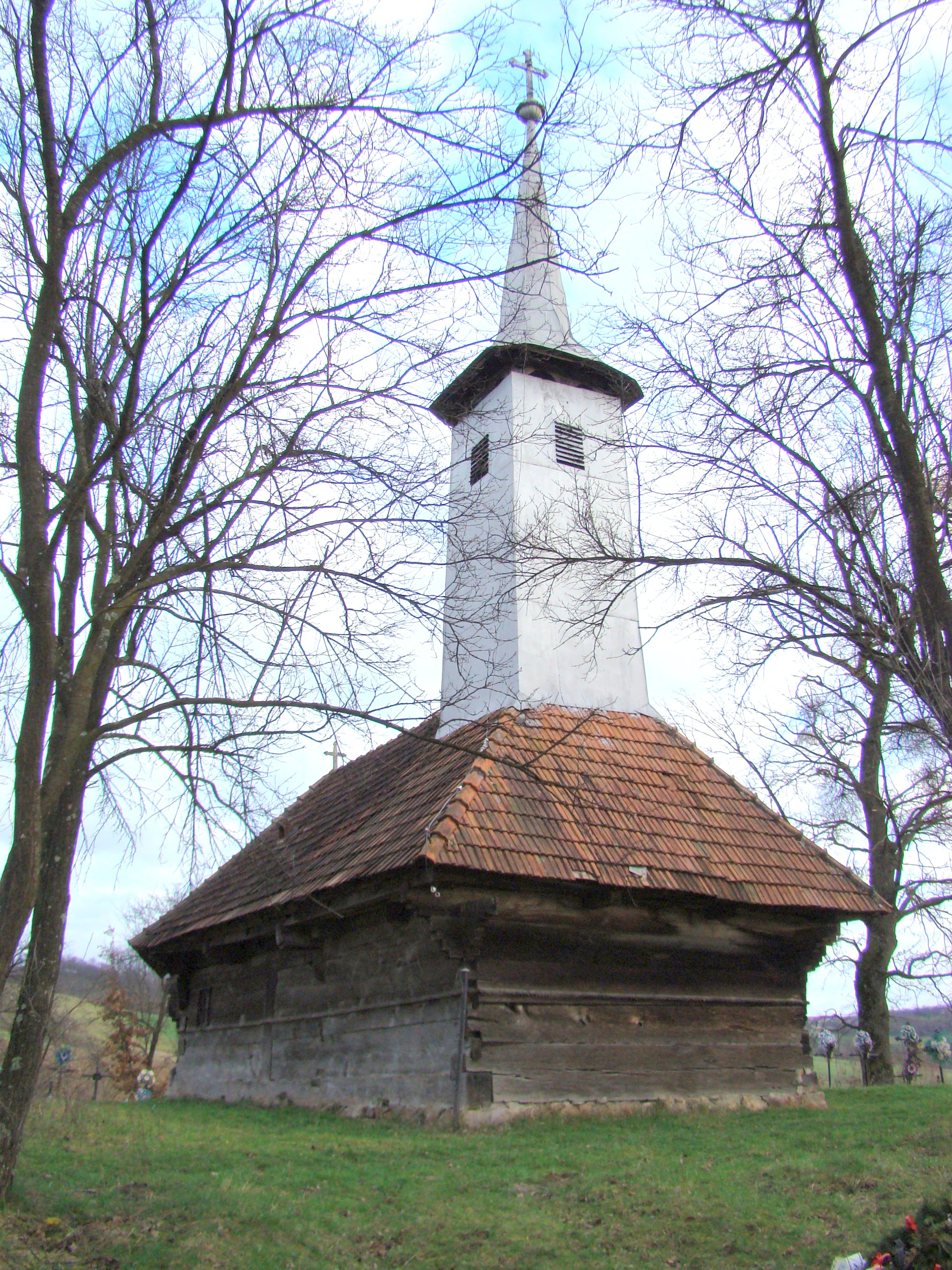
L'église de Ceișoara
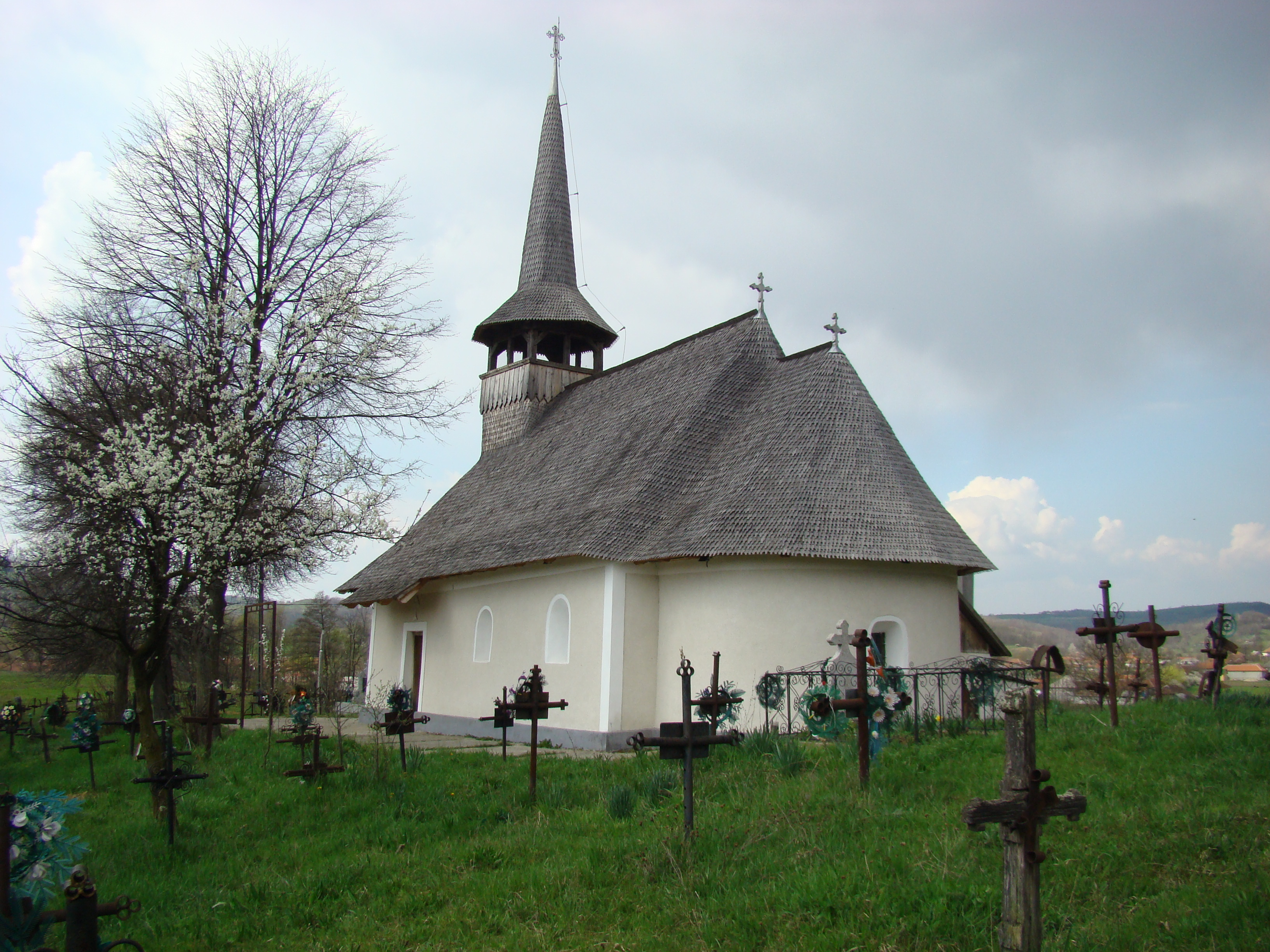
L'église de Cotiglet
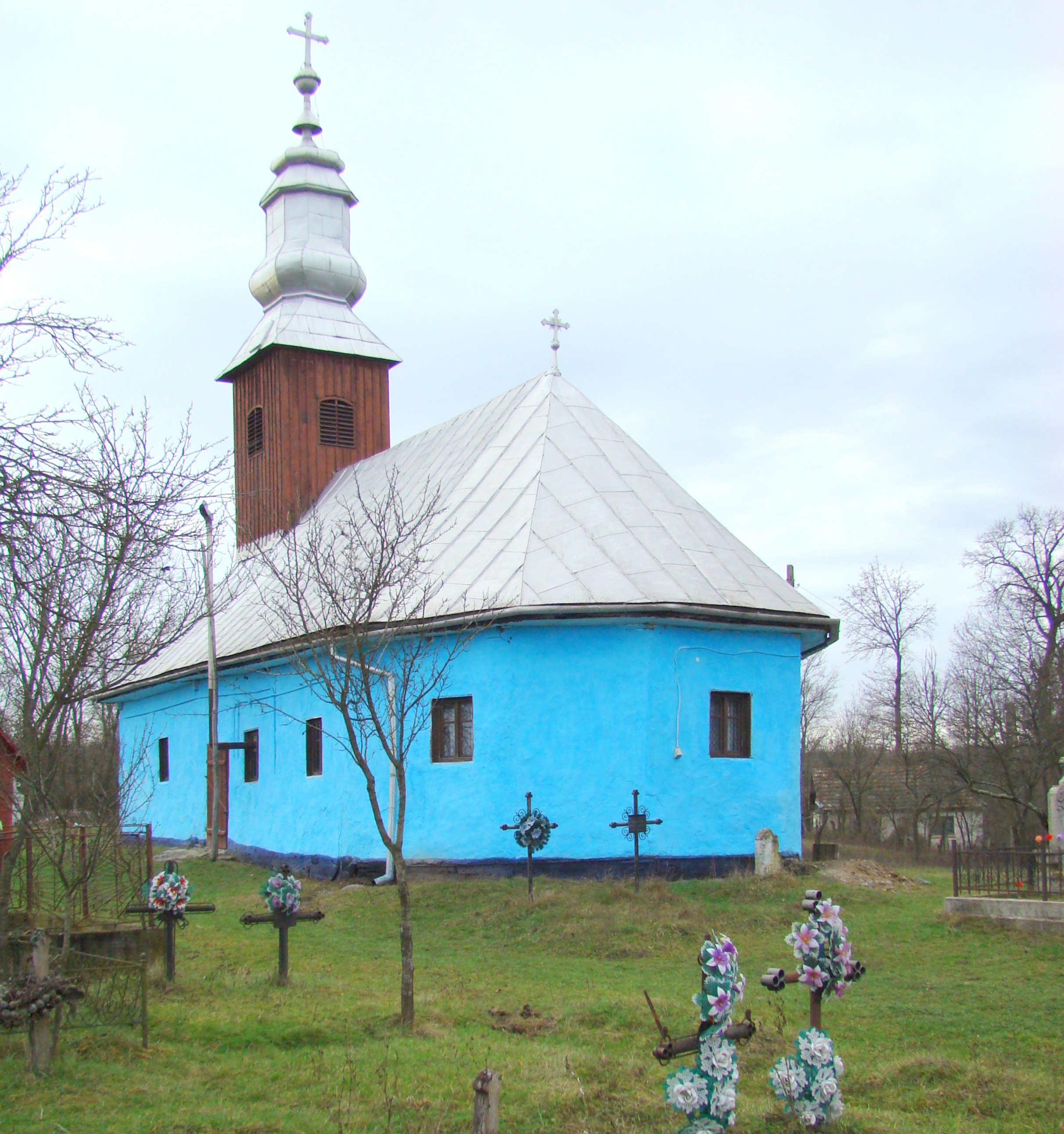
L'église de Dușești